# Vitalitat etnolingüística
La noció de vitalitat etnolingüística (ethnolinguistic vitality) va ser proposada i definida per Giles, Bourhis i Taylor (1977: 308), com «that which makes a group likely to behave as a distinctive and active collective entity in intergroup situations». Aquest concepte presenta un seguit de factors estructurals —l'estatus, els factors demogràfics i el suport institucional— que indiquen el vigor d'un grup lingüístic en àmbits multilingües, així com la seua capacitat per mantindre’s-hi.
A més, mitjançant el coneixement de la vitalitat lingüística d'una llengua, podem explicar fenòmens característics d'àmbits multilingües, com les actituds lingüístiques intergrupals, els patrons de conducta, el canvi de codi, la tria lingüística, la substitució lingüística, la identitat lingüística, la transmissió intergeneracional, la diglòssia, el conflicte lingüístic, el contacte de llengües, l'etnicitat, el canvi lingüístic, el mercat lingüístic, la interacció intergrupal i interètnica, etc. És, per tot això, que l'anàlisi de les variables socioestructurals que condueixen a copsar la vitalitat lingüística suposa una eina transversal per a la sociolingüística.

## La vitalitat etnolingüística objectiva
La vitalitat etnolingüística es basa en tres variables estructurals proposades per Giles et al (1977): l'estatus, els factors demogràfics i el suport institucional. Per tal d'avaluar i determinar la vitalitat etnolingüística, cal combinar les tres variables segons la valoració obtinguda de cadascuna, mitjançant el continu semàntic: alt, mitjà-alt, mitjà, mitjà-baix, baix. L'anàlisi d'aquests factors, en basar-se en documents sociològics, històrics, econòmics i demogràfics, va ser tipificada per Giles et al (1977: 317) com a vitalitat lingüística objectiva.

### L'estatus
L'estatus (Status factors) fa referència a les variables que atorguen prestigi al grup lingüístic dins d'un context intergrupal. Algunes variables que poden mesurar l'estatus són: les econòmiques, quin és el control sobre els seus propis recursos; la filiació, el grau d'identificació amb el grup etnolingüístic; la sociohistòrica, la simbologia emanada del seu passat i que pot influir en el grau de mobilització dels parlants; i la llengua, tant dins com fora del seu àmbit lingüístic.

### Les variables demogràfiques
Les variables demogràfiques (Demographic factors), per la seua part, fan referència a la quantitat de membres del grup lingüístic i la seua distribució espacial. Quant a la quantitat de membres, estan basades en dades demolingüístiques com el nombre de parlants que pertanyen al grup lingüístic, la taxa de natalitat, els matrimonis mixtos, la immigració i l'emigració. Pel que fa a la distribució espacial, s'analitza el territori nacional al qual pertany el grup lingüístic, la concentració dels parlants en un mateix territori, i la proporció amb altres grups lingüístics.

### El suport institucional
Quant al suport institucional (Institutional support factors), s'atén al grau de suport, formal i informal, que la llengua rep de les institucions a les quals està adscrita. El suport formal es basa en la introducció de la llengua en l'aparat governamental, els mitjans de comunicació, l'educació, la religió, la cultura, la indústria, etc. El suport informal, per la seua part, fa referència a l'organització del grup lingüístic per defensar i protegir els seus interessos.

## La vitalitat etnolingüística subjectiva
La vitalitat etnolingüística subjectiva fa referència, seguint Bourhis, Giles i Rosenthal (1981: 145), a la percepció subjectiva que un grup lingüístic té de si mateix, i de com els perceben els altres grups lingüístics. Nogensmenys, és necessari analitzar la vitalitat subjectiva comparant-la i relacionant-la amb la vitalitat objectiva, perquè ambdós resultats poden ser igual de vàlids per determinar la vitalitat etnolingüística d'un grup, com esmenten Giles et al (1977: 318); així com per optimitzar els resultats i poder avaluar la probabilitat de supervivència cultural i política d'un grup minoritari dins d'una comunitat, com apunten Bourhis et al (1981: 147). L'anàlisi, doncs, segons Harwood, Giles i Bourhis (1994: 168), ha de tractar sobre —o a més— cada un dels factors que defineixen la vitalitat objectiva: l'estatus, la demografia i el suport institucional.
Giles et al (1981: 151-155) van desenvolupar un mètode d'anàlisi que combinara l'anàlisi de la vitalitat etnolingüística objectiva amb la subjectiva, mitjançant el «Subjective Vitality Questionnaire» (SVQ). En aquest treball podem destacar el tractament d'aspectes com: la proporció i distribució de la població segons la descendència, el prestigi de les llengües, la freqüència d'ús de les llengües, les taxes de natalitat, el poder econòmic i la influència en els mitjans de comunicació dels grups ètnics, l'emigració i la immigració, els matrimonis amb relació a l'altre grup ètnic, etc. Un altre exemple el trobem en el treball d'Azurmendi i Bourhis (1998: 553-558) sobre «las Comunidades Autónomas Bilingües (CAB) de España», el qual tracta la percepció de dades sociodemogràfiques, identificació etnolingüística (grau i qualitat d'identificació), vitalitat etnolingüística subjectiva (creences exocèntriques, creences egocèntriques), xarxa individual de contacte lingüístic (nombre de membres de la xarxa, freqüència de contactes en la xarxa), competència lingüística, ús lingüístic, i les relacions intergrupals (distància, actituds, discriminació, cooperació, tensió i sentiment).
Veiem, doncs, com a partir de les variables estructurals per determinar la vitalitat etnolingüística objectiva, es basteix el qüestionari per aprehendre la vitalitat etnolingüística subjectiva.